# Фонов (хутор)
Фо́нов — хутор в Рыльском районе Курской области. Входит в Пригородненский сельсовет.

## География
Хутор находится на реке Рыло (приток Сейма), в 107 км западнее Курска, в 2 км западнее районного центра — города Рыльск, в 2 км от центра сельсовета — Пригородняя Слободка.
Улицы
В хуторе улицы: Заречная, Придорожная и Садовая.
Климат
Фонов, как и весь район, расположен в поясе умеренно континентального климата с тёплым летом и относительно тёплой зимой (Dfb в классификации Кёппена).

## Население
| 2002 | 2010 |
| ---- | ---- |
| 194  | ↗222 |

## Инфраструктура
Личное подсобное хозяйство. В хуторе 94 дома.

## Транспорт
Фонов находится на автодорогах регионального значения 38К-017 (Курск — Льгов — Рыльск — граница с Украиной) и 38К-040 (Хомутовка — Рыльск — Глушково — Тёткино — граница с Украиной), в 4 км от ближайшей ж/д станции Рыльск (линия 358 км — Рыльск). Остановка общественного транспорта.
В 170 км от аэропорта имени В. Г. Шухова (недалеко от Белгорода).